# Francesco Durelli
Pour les articles homonymes, voir Durelli.
Francesco Durelli, né le 21 février 1792 à Milan et mort le 8 décembre 1851 dans la même ville, est un dessinateur et un graveur sur cuivre italien.

## Biographie
Francesco Durelli naît le 21 février 1792 à Milan. Il est le frère de Gaetano.
Il étudie à l'Académie des beaux-arts de Brera. Il suit les cours d'ornementation de Giocondo Albertolli et les cours de perspective de Giuseppe Levati.
Francesco Durelli est professeur de dessin d'architecture à Milan. Il exécute des gravures pour Les monuments de Milan de G. Adda, les Familles Célèbres de Litta et la description historique du Dôme de Milan de Franchetti.
Francesco Durelli meurt le 8 décembre 1851 dans sa ville natale.